# 劉瑞琪 (插畫家)
劉瑞琪，（1976年—），筆名Wawa劉瑞琪 ，台灣插畫家、兒童繪本作家，著有《Little me》、《娃娃愛說畫》、《有和你說過嗎》等繪本。

## 生平
劉瑞琪從小被送到外公家給外公外婆扶養，與外公、外婆、舅舅、阿姨一起生活。在就讀復興美工的期間，被校方不斷的警告與記小過，差點畢不了業，靠著參加繪畫比賽記了許多小功，讓她得以順利畢業。復興美工畢業後，一句英文都不會說的劉瑞琪先到了美國愛荷華州念語文學校，美國老師的耐心教學讓她開始愛上讀書，也因此改變她的一生。語言學校畢業後，劉瑞琪到舊金山藝術大學念書，取得插畫系學士學位，之後又繼續在舊金山藝術大學攻讀兒童插畫系研究所。在美國留學八年的期間，劉瑞琪為了賺取生活的費用而開始在連鎖咖啡店打工，咖啡店的老闆要她負責在店內的黑板上畫「每日咖啡」的訊息並在旁邊勾勒人物、水果等插畫圖案。而在留學期間的假期的返台，劉瑞琪到格林出版社應徵兒童圖畫書的插畫工作。當她拿出作品集時，格林文化的創辦人郝廣才剛好經過，就這樣劉瑞琪馬上獲得面試的機會。研究所畢業回到臺灣後，劉瑞琪以自己創作了一個兒童圖畫書的角色：娃娃，成為她的註冊商標。

## 經歷

### 講師經驗
- 2022年失親兒基金會夢想品格藝術營名人講座講師[6]
- 2020年至目前2025年臺北市學學實驗教育機構插畫講師
- 2017年至目前2025年雲林故事館講師
- 2018年至目前2025年種籽親子實驗小學老師
- 2016年至目前2025年滿兒圓夢特梭利團體實驗教育藝術老師[7]

## 作品
- 2002《根與芽》，格林出版
- 2002《格林童話》，格林出版
- 2005《Recover》禮物書，大田出版
- 2005《波波歷險記-人魚的願望》──雲門舞集出版
- 2005《鋼琴不在家》──彩虹文化
- 2006為德國柯奈莉亞馮克經典作品《小狼人》進行故事插畫，大田出版
- 2006《我的台北》，文化台灣繪本 台灣東華出版
- 2006《好鼻師》，格林
- 2007《Happy Together》禮物書，大田出版
- 2008《Come with Me》禮物書，大田出版
- 2008《啊！怪獸》兒童繪本，小天下出版 (譯有韓文版)
- 2009《So Do I》禮物書，大田出版
- 2010《Little me》，大田出版
- 2010《娃娃愛說畫》，台北市立美術館
- 2012《有和你說過嗎》圖文書， 大田出版
- 2016《你有看見嗎》繪本，愛米粒出版 （譯有印尼文版）
- 2018《中華民國兒童文學學會會訊》冬季號封面設計，中華民國兒童文學學會出版
- 2020《呱啦啦來了》繪本，小天下出版

## 展覽
- 2014 wawa的異想世界創意展，屯區藝文中心[8]

## 得獎
- 2013年甫獲得講義雜誌選出的《年度最優秀插畫家》劉瑞琪
- 2015年法蘭克福書展受到國際童書編輯一致推薦劉瑞琪的繪本《你有看見嗎？》